# Harvey Pekar
Harvey Pekar (Cleveland, Ohio, Estados Unidos, 8 de octubre de 1939 - Cleveland, 12 de julio de 2010) fue un guionista de historieta estadounidense, pionero del cómic alternativo de su país. Vivió en Cleveland toda su vida. 

## Biografía
Cuando terminó el instituto probó suerte en la Universidad, sin mucho éxito. También intentó alistarse en la marina, donde tampoco lo quisieron. Después de pasar de un trabajo a otro, en 1965 acabó trabajando para el gobierno federal como archivista de un hospital de veteranos, donde trabajaría toda su vida, incluso después de obtener la fama, hasta su jubilación en 2001. También inició una carrera como crítico musical en 1959 a raíz de unas críticas sobre jazz publicadas en The Jazz Review. 
El salto a los cómics lo dio en 1975 gracias al ánimo que le dio su amigo Robert Crumb, ya entonces afamado historietista. A instancia de Crumb, Pekar decidió escribir sobre su propia vida a modo de ejercicio catártico, y así nacería su obra autobiográfica American Splendor. Pekar escribiría las historias que serían dibujadas por diversos autores más o menos undergrounds, siendo el propio Crumb el primero de ellos. La historieta documenta la vida diaria de los vecinos envejecidos de Cleveland, la ciudad natal de Pekar, así como el trabajo y entorno cotidiano de éste. La primera recopilación de American Splendor ganó un American Book Award en 1987, así como Pekar recibió el Premio Harvey en 1994 por la novela gráfica Our Cancer Year, en la que también colaboró su mujer.
A fines de los 80, el éxito de los cómics de Pekar lo llevó a ser invitado ocho veces al programa Late Night with David Letterman. Sin embargo, su estilo combativo y sus excesivas críticas en vivo sobre General Electric (dueña de NBC) provocaron que fuera desechado como invitado hasta principios de los 90.
Una adaptación cinematográfica de American Splendor fue estrenada el 2003, la cual fue aclamada por la crítica y adquirió cierto prestigio en festivales de cine como Sundance o Cannes. Contaba con la actuación de Paul Giamatti como Pekar y del verdadero Harvey. Pekar escribió sobre los efectos de la película en su obra American Splendor: Our Movie Year.
El 5 de octubre de 2005, la DC Comics, a través de su línea Editorial Vértigo, lanzó, con los dibujos de Dean Haspiel su obra en tapa dura y autobiográfica The Quitter. El álbum, el primero publicado por Pekar con una editorial comercial, detalla los primeros años de Pekar. Fue realizado, en cierta manera, para recompensar a Haspiel por haberle presentado a los productores de la película de American Splendor. El álbum se publicó en castellano en 2006 por Planeta bajo el título de El derrotista.
En 2006 Pekar anunció el lanzamiento de una miniserie de cinco partes de American Splendor a través de Vértigo. También lanzó su primer libro no autobiográfico llamado Ego & Hubris: The Michael Malice Story, publicado a través de Ballantine/Random House, sobre la vida de Michael Malice, quien fue el editor fundador de 'OverheardinNY.com'. Además, participó como colaborador en el 2006 en Macedonia, con la estudiante Heather Roberson y el artista Ed Piskor.
Además de escribir American Splendor, Pekar es un prolífico crítico de libros y de jazz. También ha sido galardonado por transmitir ensayos al público a través de la radio pública.
Estuvo casado desde 1960 hasta 1972 con Karen Delaney, escritora y educadora, quien vive actualmente en Chicago. Su tercera esposa es la escritora Joyce Brabner, con quién colaboró en Our Cancer Year, una novela gráfica autobiográfica sobre su lucha contra un linfoma, que ganó un premio Harvey a Mejor Álbum Gráfico Original. Ganó el American Book Award por su colección de 1991 'The New American Splendor Anthology'.
Poco antes de la una de la mañana el 12 de julio de 2010 Harvey Pekar fue encontrado muerto en su casa en Cleveland Height, Ohio por su esposa Joyce. No se encontraron causas inmediatas sobre su muerte. A Pekar se le había diagnosticado cáncer por tercera vez y estaba bajo tratamiento médico en ese entonces. 
En octubre de 2010 se determinó que Pekar había sufrido una accidental sobredosis de antidepresivos fluorextina y bupropión. Harvey Pekar fue cremado y enterrado en el Lake View Cemetery de Cleeveland, junto a Eliot Ness.

## Obras
- More American Splendor (Doubleday, 1987) ISBN 0-385-24073-2
- The New American Splendor Anthology (Four Walls Eight Windows, 1991) ISBN 0-941423-64-6
- Our Cancer Year, con Joyce Brabner y Frank Stack (Four Walls Eight Windows, 1994) ISBN 1-56858-011-8
- American Splendor Presents: Bob & Harv's Comics, con R. Crumb (Four Walls Eight Windows, 1996) ISBN 1-56858-101-7
- American Splendor: Unsung Hero, con David Collier (Dark Horse, 2003) ISBN 1-59307-040-3
- American Splendor: The Life and Times of Harvey Pekar (Ballantine Books, 2003) ISBN 0-345-46830-9
- American Splendor: Our Movie Year (Ballantine Books, 2004) ISBN 0-345-47937-8
- Best of American Splendor (Ballantine Books, 2005) ISBN 0-345-47938-6
- The Quitter, con Dean Haspiel (DC/Vértigo, 2005) ISBN 1-4012-0399-X. Publicado en castellano por Planeta como El derrotista.
- Ego & Hubris: The Michael Malice Story, con Gary Dumm (Ballantine Books, 2006) ISBN 0-345-47939-4
- Macedonia, con Heather Roberson y Ed Piskor (Ballantine Books, 2006)

- Datos: Q440073
- Multimedia: Harvey Pekar / Q440073